# Tania Stern
Tania Stern (de soltera, Tania Kurella) fue una fisioterapeuta y traductora alemana. Nació en Breslavia en 1904 y murió en Wiltshire (Gran Bretaña) en 1995. Estuvo casada con el escritor británico James Stern, con quien tradujo al inglés numerosas obras escritas originalmente en alemán.

## Biografía
Hija de un importante psiquiatra alemán, pasó su infancia y juventud en Dresde y después se trasladó a Berlín, donde trabajó como fisioterapeuta. Durante la República de Weimar frecuentó los ambientes bohemios de la capital alemana. En 1933 se exilió de Alemania ante el auge del nazismo (un hermano suyo, Alfred, fue un destacado disidente y la familia sufrió presiones políticas). En 1934, en París, conoció al escritor británico James Stern, quien también había abandonado Alemania por razones políticas, y se casó con él al año siguiente, en Londres. El matrimonio Stern posteriormente se instaló en Estados Unidos. En la ciudad de Nueva York Tania Stern trabajó como fisioterapeuta y se dedicó a la traducción. En colaboración de James Stern tradujo al inglés obras de Thomas Mann, Franz Kafka, Sigmund Freud, Erich Maria Remarque y Hugo von Hofmannsthal, entre otros autores de lengua alemana. Gran amiga del poeta Auden (que era uno de sus clientes en Nueva York y con quien los Stern mantendrían una relación muy estrecha), los tres tradujeron juntos a autores como Bertolt Brecht. Auden dedicó a James y Tania Stern su poema El mar y el espejo. Otro poema de Auden, de publicación póstuma, Thank You, Fog (1974), nació tras pasar el poeta unas Navidades con los Stern en su casa de Wiltshire.